# П'єр Адольф Піоррі
П'єр Адольф Піоррі (фр. Pierre Adolphe Piorry) — французький лікар, піонер одного з методів фізикального обстеження — перкусії з плексиметром (pleximeter).

## Біографія
Народився в Пуатьє 31.12 1794 року. Будучи студентом-медиком узяв участь у наполеонівській війні в Іспанії. Серед його вчителів були Жан-Ніколя Корвізар, Гаспар Бейль (Gaspard Laurent Bayle), Франсуа Бруссе (François Broussais) і Франсуа Мажанді. Він закінчив університет у 1816 році з дисертацією під назвою: «Про небезпеку читання медичних книг людьми у світі».
Винахід Рене Лаеннеком стетоскопа в 1816 році та його праця De l'Auscultation Médiate (1819) надихнули Піоррі на ідею внеску в техніку перкусії (оригінальний опис якої зробив Леопольд Ауенбруггер в Inventum Novum 1761 року; твір, перекладений Корвізаром з латинської на французьку в 1808 році). Його дослідження призвели до розробки в 1826 році плексиметра, якого він описав у своїй праці «De la Percussion Mediate» (1828). У 1829 році став помічником лікаря, а потім його кар'єра пройшла в паризьких лікарнях. У 1832 році був призначений до госпіталю Сальпетрієр, де його курси клінічної медицини сприяли його славі.
Призначений професором внутрішньої медицини в 1840 році, він викладав клінічну медицину в Шаріте (Hôpital de la Charité de Paris) в 1845 році. Нарешті, в 1864 році він змінив Армана Труссо в «Отель-Дью де Парі» (Hôtel-Dieu de Paris) в Парижі.
Він захоплювався створенням медичних неологізмів, і ми завдячуємо йому введенням у медичну лексику термінів токсин, токсемія та септицемія.
Був плідним автором у всіх галузях медицини та опублікував понад двадцять трактатів. Він також відзначився на літературній ниві великою поемою під назвою «Бог, душа і природа» (1853). У своєму особистому житті Піоррі був великим любителем музики,  танців і займався фехтуванням.
Помер 29 травня 1879 року. 
Піоррі хибно вважав, що хворі на цукровий діабет худнуть через кількість цукру, який вони втрачають із сечею. Його пропозиція полягала в тому, щоб такі хворі споживали велику кількість цукру. Його небезпечна порада спричинила багато смертей і була дискредитована як лікування дієтою.